# Теодор Клутіус
Дірк Аутгертсзоон Клейт (нід. Dirck Outgaertsz. Cluyt), відомий також як Теодо́р Клу́тіус (лат. Theodorus Clutius; 1546–1598) — нідерландський фармацевт і ботанік XVI століття. Допомагав Карлу Клузіусу заснувати Лейденський ботанічний сад. Автор першої книги з бджільництва нідерландською мовою.

## Біографія
Про життя Дірка Клейта відомо небагато. Він народився 1546 року, дитинство і молодість провів у Гарлемі. Про його батьків невідомо нічого, окрім того, що батька звали Аутгерт. У Гарлемі Клейт одружився із Йосіною Тейлінген (Josina Teylingen), яка походила із позашлюбної парості шляхетної родини Тейлінген. На той момент Клейт вже був фармацевтом і мав певний статус у суспільстві, що дозволило йому здійснити цей шлюб.
Після облоги іспанцями Гарлема у 1572-1573 роках Клейт із дружиною втекли до Делфта. Там Клейт заснував аптеку «In de Granaetappel», і незабаром прославився на всю Європу завдяки своїм видатним знанням лікарських трав. Його аптеку, що розташовувалася на вулиці Вейнстрат (Wijnstraat), відвідували науковці із сусідніх країн.
У 1584 році Пітер ван Форест, персональний лікар Вільгельма Оранського та одночасно небіж дружини Клейта, доручив останньому бальзамування тіла принца Вільгельма, вбитого 24 липня 1584 року.
1593 року Дірка Клейта запросили до Лейдена: там його друг Карл Клузіус мав заснувати перший у Нідерландах сад лікарських рослин. Так Клейт став першим hortulanus — куратором майбутнього Лейденського ботанічного саду.
У 1597 році Клейт, який на той час вже взяв собі латинізований псевдонім Теодор Клутіус, видав книгу «Van de byen» («Про бджіл»), написану у вигляді діалогу Клейта і Карла Клузіуса. Ця книга стала першою працею з бджолярства, виданою нідерландською. Протягом наступних століть книга неодноразово перевидавалася. Також Клутіус залишив збірку ілюстрацій рослин, висаджених у Лейденському ботанічному саду.
Теодор Клутіус помер 1598 року. У 1994 році фонд родини Клейт домігся дозволу поставити у Лейденському ботанічному саду пам'ятний камінь на честь першого куратора саду — Дірка Клейта.